# Битва під Говтвою (1638)
Битва під Говтвою — одна з битв Повстання під проводом Острянина. Наприкінці березня 1638 року кілька загонів повсталих запорожців, очолюваних Яковом Острянином, Дмитром Гунею і Карпом Скиданом, вийшли із Січі й рушили на Київщину та Полтавщину. Дорогою до січовиків приєдналися численні озброєні загони селян і міщан.
Повстанці рушили від м. Кременчук вгору по р. Псел (притока Дніпра) на містечка Омельник (нині село Кременчуцького району Полтавської області) і Говтва. Останнє, розташоване на значному узвишші в межиріччі Псла і Говтви, оточене лісами та болотами, мало чудові природні укріплення. Отаборившись тут у перших числах квітня (старий стиль), козаки обнесли містечко і замок валом; насипали ще один вал між річками; на могилі, що стояла перед валом, спорудили шанець. Командувач коронним військом С.Потоцький підійшов під Говтву в 20-х числах квітня (ст. ст.), 5 травня (25 квітня) він здійснив невдалу спробу штурму: звівши земляний вал навпроти окопів повстанців, німецька наймана піхота та реєстрові козаки спробували оволодіти мостом через Псел проти головних воріт міста, але були зупинені артилерійським вогнем. У цей час кількатисячний загін запорожців зайшов у тил польського війська та влаштував засіки, щоб позбавити маневреності ворожу кінноту. Коли ранком наступного дня штурм поновився, козаки вдарили з однієї із засік на німецьку найману піхоту і, оскільки польська кіннота не змогла вчасно підтримати її, а в німців до вечора скінчилися набої, винищили їх майже повністю. З іншої засіки козаки вдарили на коронне військо, що розпочало наступ на козацькі шанці. Ситуація для С.Потоцького склалася безвихідна, і він відступив від Говтви аж під Лубни (його втрати, за деякими підрахунками, склали понад 3,5 тис. вояків).
В результаті бою під владою повсталих опинилася вся Полтавщина.